# Encontro Nacional de Violeiros de Poxoréu
O Encontro Nacional de Violeiros de Poxoréu é realizado anualmente no município de Poxoréu, no Mato Grosso. Desde dezembro de 2023, Poxoréu é considera a Capital Estadual da Viola. No evento, há o encontro de gerações, com a performances de nomes reconhecidos no meio artístico e revelações do segmento de música raiz. O evento é considerado o maior festival da viola caipira do Brasil.
Em 2008, o Festival de Violeiros Amadores foi vencido por Kleuton & Karen. Em 2015, a abertura da 13ª edição do evento foi feita por Cézar e Paulinho. Em maio de 2016, a dupla paulista formada por Anderson Batista e Luciano venceu o concurso da 14ª edição do evento. A 16º edição ocorreu entre os dias 28 e 30 de abril de 2018, realizada pela Associação Mato-grossense Pró-viola.
O evento não foi realizado nos ano de 2020 e 2021 devido à pandemia de COVID-19.
Em 2022, reuniu um público de mais de 40 mil pessoas. Em 2023, recebeu mais de 50 mil pessoas, e teve participação da dupla Mococa e Paraíso. A 20ª edição, ocorrida entre 30 de maio e 1º de junho de 2024, teve a participação de Bruna Viola, Mayck & Lyan, Zé Mulato & Cassiano, entre outros artistas.